# Johanneskirche (Melbergen)

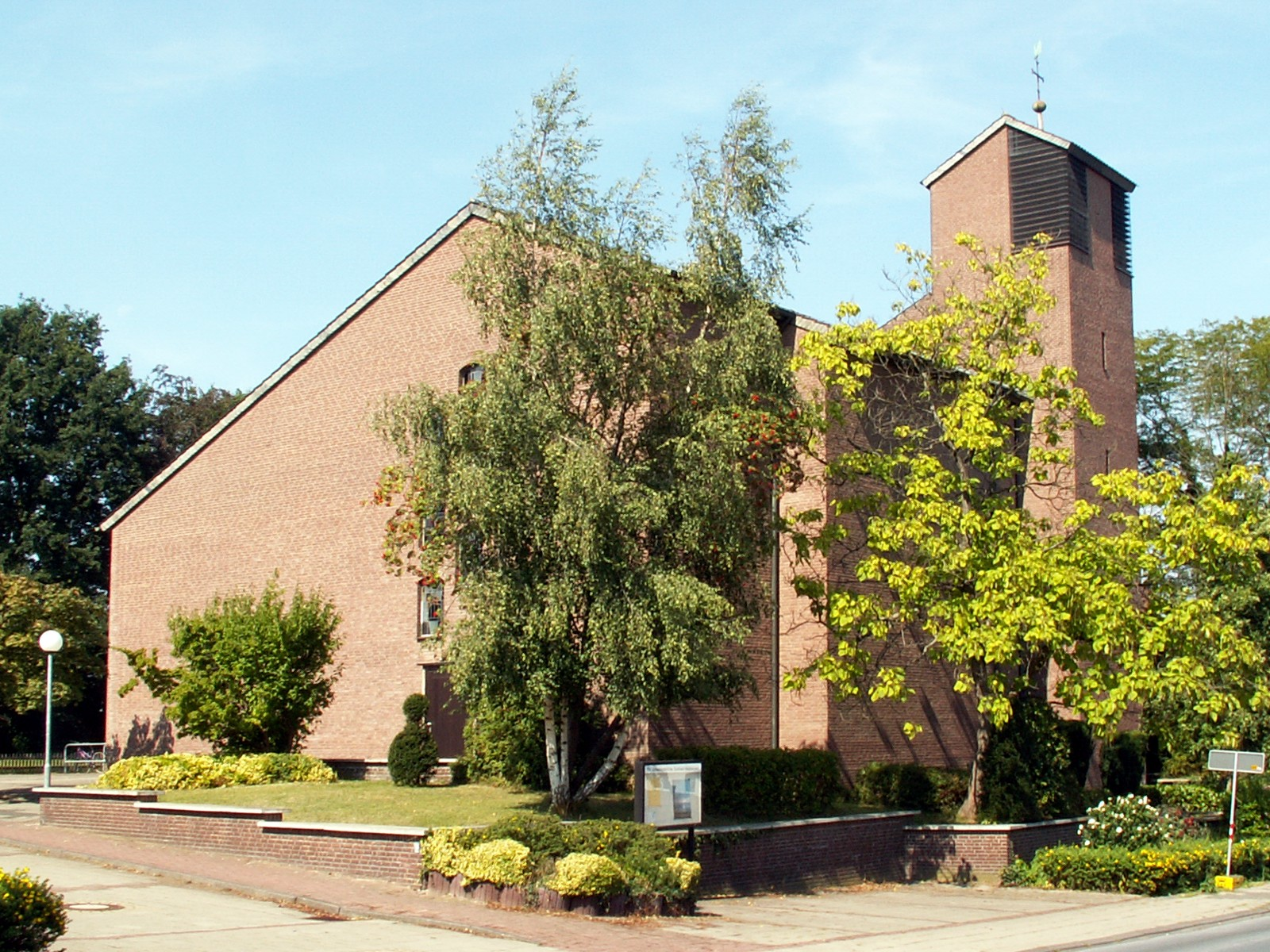
Ansicht von Südosten

Die Johanneskirche in Melbergen, einer Ortschaft im  Löhner Stadtteil Gohfeld, ist eine Filialkirche der Evangelisch-Lutherischen Kirchengemeinde Gohfeld, die dem Kirchenkreis Vlotho der Evangelischen Kirche von Westfalen angehört.

## Geschichte
Im Jahr 1953 wurde innerhalb der Kirchengemeinde Gohfeld (Simeonkirche) eine Pfarrstelle für Melbergen eingerichtet. Die Gottesdienste fanden zunächst in einem Gemeindehaus auf dem Gebiet der Nachbarstadt Bad Oeynhausen statt. Inzwischen sammelte die Gemeinde Geld für den Bau eines eigenen Gotteshauses, das im Jahr 1967 als Johanneskirche eingeweiht wurde. Sie ist dem Kirchenpatron Johannes der Täufer gewidmet.
Durch die Nähe zu den Kurkliniken in Bad Oeynhausen und Löhne nahmen viele Kurgäste an den Gottesdiensten in der Johanneskirche teil. Inzwischen wird das Gotteshaus nicht mehr für kirchliche Zwecke genutzt und ist entwidmet. Sie dient stattdessen als Kleiderkammer, die in Zusammenarbeit von Kirche und Rotem Kreuz betrieben wird.